# Marit Baru
Marit Baru is een bestuurslaag in het regentschap Nias Selatan van de provincie Noord-Sumatra, Indonesië. Marit Baru telt 324 inwoners (volkstelling 2010).